# ファイスト
レスリー・ファイスト（Leslie Feist、1976年2月13日 - ）は、カナダの女性シンガーソングライター。芸名は「Feist」。ハスキーな声で歌うフォーキーな作品群はジョニ・ミッチェルにも比較される。

## 概要
ノバスコシア州アムハーストで生まれ、サスカチュワン州レジャイナ、アルバータ州カルガリーで育った。高校時代に組んだパンクバンド「Placebo」のリードボーカルを担当。地元のコンテストで優勝し、ラモーンズのコンサートで前座を務めた。
バンドのツアー中に喉を痛めてからはギターで楽曲の制作に専念。拠点をトロントに移した。その頃、アヴァンギャルドなパフォーマンスで知られるピーチーズと生活をともにし、彼女の作品にも参加していた。1999年にアルバム「Monarch (Lay Your Jewelled Head Down)」でソロデビュー。
2004年のアルバム「Let it die」がカナダで大ヒットして以来、アメリカ合衆国にも売り出され、来日公演も行うなど国際的に活躍している。またキングス・オブ・コンビニエンスのアルバム「Riot On An Empty Street」に2曲参加、ライブ活動も一緒に行う。プロデューサーのチリー・ゴンザレスとともにセルジュ・ゲンスブールのフォロワーであり、ゲンスブールへのトリビュートアルバム「Monsieur Gainsbourg Revisited」には「Gonzales, Feist & Dani」としてBoomerang 2005で参加した。
「Let It Die」のデモは、その当時、彼女の恋人であったカナダのバンド、スローンのメンバーであるクリス・マーフィーも参加していたが、この作品のヒットによって、彼女の活動拠点が一時パリに移ったことによって、長い交際期間であったものの破局した。
2007年、「The Reminder」発表、7月のフジロックフェスティバルに参加し2度目の来日を果たした。Apple iPod nanoのCMに「1234」が起用される。2008年の第50回グラミー賞では「最優秀新人賞」「最優秀女性ポップ・ヴォーカル」「最優秀ポップ・ヴォーカル・アルバム」「最優秀短編ミュージックビデオ」の4部門でノミネートされた。
また、サイドプロジェクトとして、現在のボーイフレンドであるKevin Drew率いるバンド、ブロークン・ソーシャル・シーンのメンバーとしても参加しており、こちらのバンドも北米を中心にしてとても人気がある。BSSやKOC以外にもベックやウィルコ、モッキー、ジェイミーリデル、Rubiesといった様々なアーティストともに音楽活動を行っている。

## ディスコグラフィ

### アルバム
- Monarch (Lay Your Jewelled Head Down) (1999)
- Let It Die (2004)
- Open Season (2006) - リミックス・アルバム
- The Reminder (2007)
- Metals (2011)
- Pleasure (2017)

### シングル
- Mushaboom (2004)
- One Evening (2004)
- Inside and Out (2005)
- Secret Heart (2006)
- My Moon My Man (2007)
- 1234 (2007)
- I Feel It All (2008)
- Sea Lion Woman (2008)
- Honey Honey (2008)
- Pleasure (2017)
- Hey,That’s No Way To Say Goodbye (2017)